# Bernd Brunnhofer

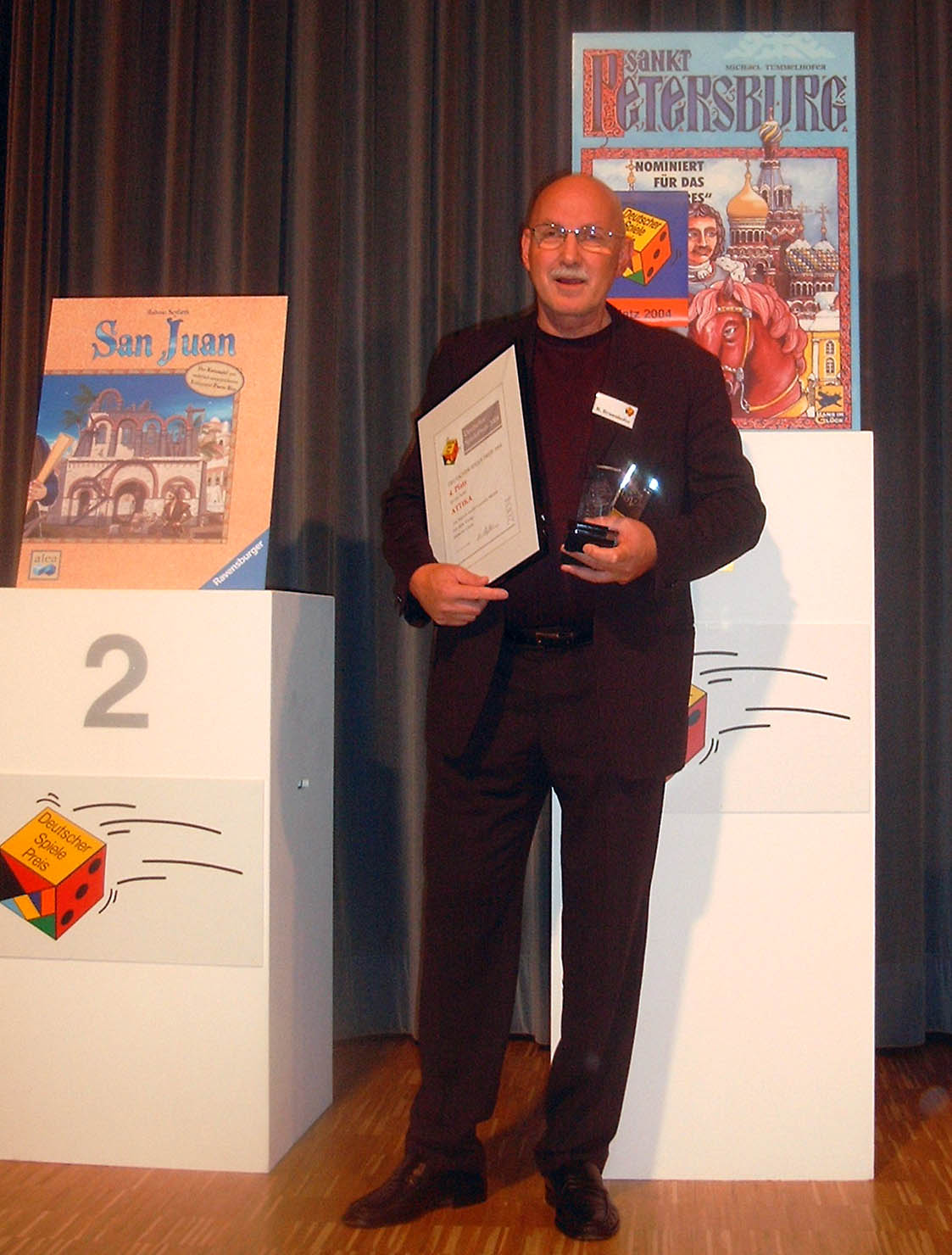
Bernd Brunnhofer bei der Verleihung des Deutschen Spiele Preises 2004 für sein Sankt Petersburg

Bernd Brunnhofer (* 27. Juli 1946 in Graz) ist ein deutscher Spieleverleger (Hans im Glück), Spieleredakteur und Spieleautor.

## Wirken
Bernd Brunnhofer machte sein Abitur in Österreich und kam danach nach Deutschland. Er studierte Soziologie und wurde Soziologiedozent an der Technischen Hochschule München. In München gründete er 1983 den Hans im Glück Verlag als Hinterhof-Unternehmen und arbeitete in diesem kurz darauf hauptberuflich. Er arbeitete als alleiniger Geschäftsführer bis 2008, danach stieg sein Sohn Moritz Brunnhofer in die Geschäftsführung ein.
Sein größter Erfolg als Verleger und Redakteur ist das Spiel Carcassonne, das 2001 sowohl mit der Auszeichnung des Spiel des Jahres wie auch mit dem  Deutschen Spielepreis ausgezeichnet wurde. Am 1. Januar 2017 ging Bernd Brunnhofer in Rente und zog sich weitgehend auf seinen Zweitwohnsitz, eine Finca auf Mallorca, zurück. Er überließ die alleinige Geschäftsführung des Verlags seinem Sohn.
Brunnhofer entwickelt auch selbst Spiele und publizierte auch unter dem Pseudonym Michael Tummelhofer. Einen großen Erfolg als Autor hatte er mit Sankt Petersburg, mit dem er 2004 den Deutschen Spielepreis 2004 gewann. Sein 2008 entwickeltes Spiel Stone Age wurde zum Spiel des Jahres 2008 nominiert und erreichte beim Deutschen Spielepreis den zweiten Platz.
2002 wurde Brunnhofer mit dem Goldenen Ehrenzeichen des Landes Steiermark ausgezeichnet.

## Ludografie
- 1983: Dodge City (zusammen mit Karl-Heinz Schmiel; Hans im Glück)
- 1984: Radar-Flop (zusammen mit Karl-Heinz Schmiel; in der Zeitschrift Spielbox)
- 1988: Greyhounds (Hans im Glück 1985, Mattel 1988)
- 1985: Dippi Totale (zusammen mit Karl-Heinz Schmiel; Hans im Glück)
- 2004: Sankt Petersburg (als Michael Tummelhofer; Hans im Glück)
- 2008: Sankt Petersburg: In bester Gesellschaft – Das Bankett (als Michael Tummelhofer; Hans im Glück, Erweiterung zu Sankt Petersburg)
- 2008: Stone Age (als Michael Tummelhofer; Hans im Glück)
- 2011: Stone Age: Mit Stil zum Ziel (als Michael Tummelhofer; Hans im Glück, Erweiterung zu Stone Age)
- 2011: Pantheon (als Michael Tummelhofer; Hans im Glück)
- 2018: Stone Age: Jubiläumsedition (als Michael Tummelhofer; Hans im Glück)